# Cairn Gorm
Cairn Gorm (gael. An Càrn Gorm) – szczyt w paśmie Cairngorm, w Grampianach Wschodnich. Leży w Szkocji, w regionie Highland. Jest to szósty co do wysokości szczyt w Szkocji. Od tego szczytu pochodzi nazwa pasma Cairngorm. Od 1960 r. znajduje się tu ośrodek narciarski "Cairngorm ski resort". Od 2001 funkcjonuje kolejka Cairngorm Mountain Railway.